# Saint-Péver
Saint-Péver [sɛ̃pevɛʁ], est une commune française située dans le département des Côtes-d'Armor, en région Bretagne.
Ses habitants sont les Pévérois.
Petite commune de 328 habitants, Saint-Péver se perche à flanc de coteau, à 10 kilomètres de Guingamp, sur un très vieux chemin parallèle au Trieux. Saint-Péver est une commune de Leff Armor Communauté et fait partie de la région historique du Trégor.

## Géographie

### Situation
Saint-Péver est une petite commune des Côtes-d'Armor située à une dizaine de kilomètres de Guingamp, ville la plus proche. Sa superficie est d'environ 13 km2. Le village de Saint-Péver est situé sur l'axe Guingamp-Pontivy (D 767) qui traverse une partie de la Bretagne du Nord vers le Sud. De plus, Saint-Péver est située non loin de la route nationale 12, et le trajet jusqu'à la préfecture Saint-Brieuc est de 35 km.
Le Trieux, fleuve côtier de 71 km, passe à Saint-Péver.

### Altitudes
La commune de Saint-Péver est située à une altitude moyenne de 200 mètres, ce qui est assez élevé pour la région. L'altitude du centre-bourg est exactement de 139,5 mètres (au pied de l'église).
Le point culminant de la commune s'établit à 204 mètres. Ce point se situe au milieu du triangle formé par les lieux-dits du Rest, Lan Ven et Castel Pic.
Le point le moins élevé de la localité est situé sur la Route de Corlay, dans la vallée du Trieux, juste à l'entrée de la commune près du Moulin de Kerauffret (ce dernier étant situé dans la commune de Ploumagoar) et son altitude est de 89 mètres.

### Communes limitrophes
Saint-Péver est bordée des cinq communes suivantes :
Lanrodec, Plésidy, Ploumagoar, Saint-Adrien, Saint-Fiacre.
Le paragraphe suivant décrit les limites entre Saint-Péver et les localités voisines :
- Saint-Péver / Saint-Adrien (longueur : 2 000 m) : délimitation par le Trieux entre le Moulin de Kerauffret (en Ploumagoar) et Pont-Locminé.
- Saint-Péver / Plésidy (longueur : 4 000 m) : délimitation par le Trieux entre Pont-Locminé et le Moulin de Toulborzou.
- Saint-Péver / Saint-Fiacre (longueur : 3 000 m) : délimitation par un affluent du Trieux qui débouche au niveau du Moulin de Toulborzou.
- Saint-Péver / Ploumagoar (longueur : 2 600 m) : délimitation terrestre qui commence au Moulin de Kerauffret, se poursuit au lieu-dit de Pont Coz Tang et continue jusqu'à Kersperz (ce dernier lieu-dit étant en Ploumagoar).
- Saint-Péver / Lanrodec (longueur : 6 300 m) : cette délimitation passe par le Bois d'Avaugour puis par le Bois-Meur. Elle débute aux environs de Kersperz (en Ploumagoar), continue vers Run an Botern (en Lanrodec), vers le Château d'Avaugour (en Saint-Péver) et traverse la D 24 pour arriver aux alentours de Kervery (en Saint-Péver).

### Hydrographie
Pour un article plus général, voir Réseau hydrographique des Côtes-d'Armor.
La commune est située dans le bassin Loire-Bretagne. Elle est drainée par le Trieux et l'Avaugour,,.
Le Trieux, d'une longueur de 72 km, prend sa source dans la commune de Kerpert et se jette  dans la Manche entre Lézardrieux et Ploubazlanec, après avoir traversé 21 communes.  Les caractéristiques hydrologiques du Trieux sont données par la station hydrologique située sur la commune. Le débit moyen mensuel est de 2,69 m3/s. Le débit moyen journalier maximum est de 39,8 m3/s, atteint lors de la crue du 26 janvier 1995. Le débit instantané maximal est quant à lui de 49,7 m3/s, atteint le 28 février 2010.

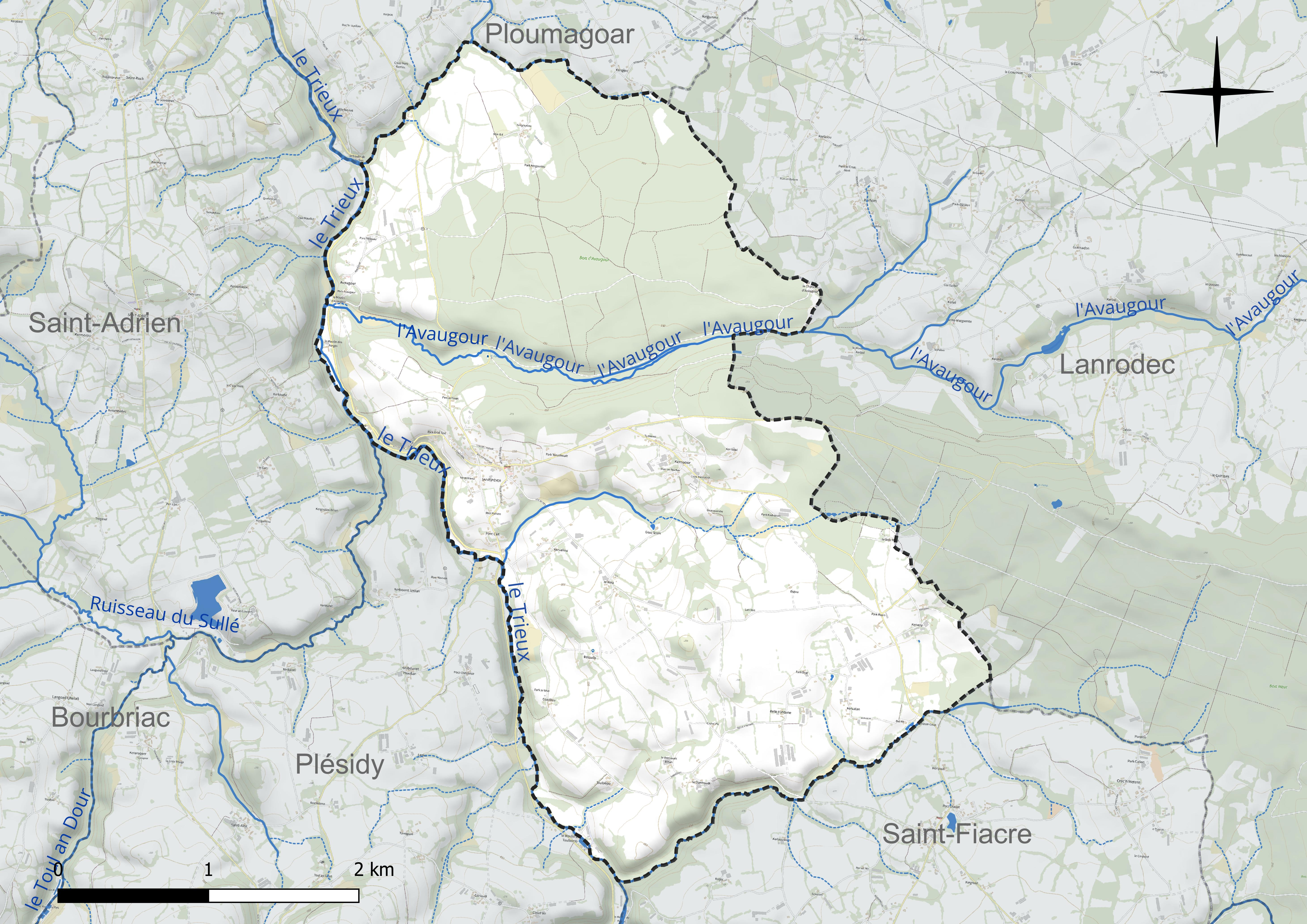
Réseau hydrographique de Saint-Péver.

### Climat
Pour des articles plus généraux, voir Climat de la Bretagne et Climat des Côtes-d'Armor.
En 2010, le climat de la commune est de type climat océanique franc, selon une étude du CNRS s'appuyant sur une série de données couvrant la période 1971-2000. En 2020, Météo-France publie une typologie des climats de la France métropolitaine dans laquelle la commune est exposée à un climat océanique et est dans la région climatique Finistère nord, caractérisée par une pluviométrie élevée, des températures douces en hiver (6 °C), fraîches en été et des vents forts. Parallèlement l'observatoire de l'environnement en Bretagne publie en 2020 un zonage climatique de la région Bretagne, s'appuyant sur des données de Météo-France de 2009. La commune est, selon ce zonage, dans la zone « Intérieur », exposée à un climat médian, à dominante océanique.
Pour la période 1971-2000, la température annuelle moyenne est de 10,9 °C, avec une amplitude thermique annuelle de 11,3 °C. Le cumul annuel moyen de précipitations est de 937 mm, avec 14,5 jours de précipitations en janvier et 7,3 jours en juillet. Pour la période 1991-2020, la température moyenne annuelle observée sur la station météorologique la plus proche, située sur la commune de Kerpert à 12 km à vol d'oiseau, est de 10,8 °C et le cumul annuel moyen de précipitations est de 1 088,9 mm,. Pour l'avenir, les paramètres climatiques de la commune estimés pour 2050 selon différents scénarios d'émission de gaz à effet de serre sont consultables sur un site dédié publié par Météo-France en novembre 2022.

## Urbanisme

### Typologie
Au 1er janvier 2024, Saint-Péver est catégorisée commune rurale à habitat très dispersé, selon la nouvelle grille communale de densité à 7 niveaux définie par l'Insee en 2022.
Elle est située hors unité urbaine et hors attraction des villes,.

### Occupation des sols
L'occupation des sols de la commune, telle qu'elle ressort de la base de données européenne d’occupation biophysique des sols Corine Land Cover (CLC), est marquée par l'importance des territoires agricoles (60,3 % en 2018), en augmentation par rapport à 1990 (58,4 %). La répartition détaillée en 2018 est la suivante : 
zones agricoles hétérogènes (42,7 %), forêts (39,7 %), terres arables (11,8 %), prairies (5,8 %). L'évolution de l’occupation des sols de la commune et de ses infrastructures peut être observée sur les différentes représentations cartographiques du territoire : la carte de Cassini (XVIIIe siècle), la carte d'état-major (1820-1866) et les cartes ou photos aériennes de l'IGN pour la période actuelle (1950 à aujourd'hui).

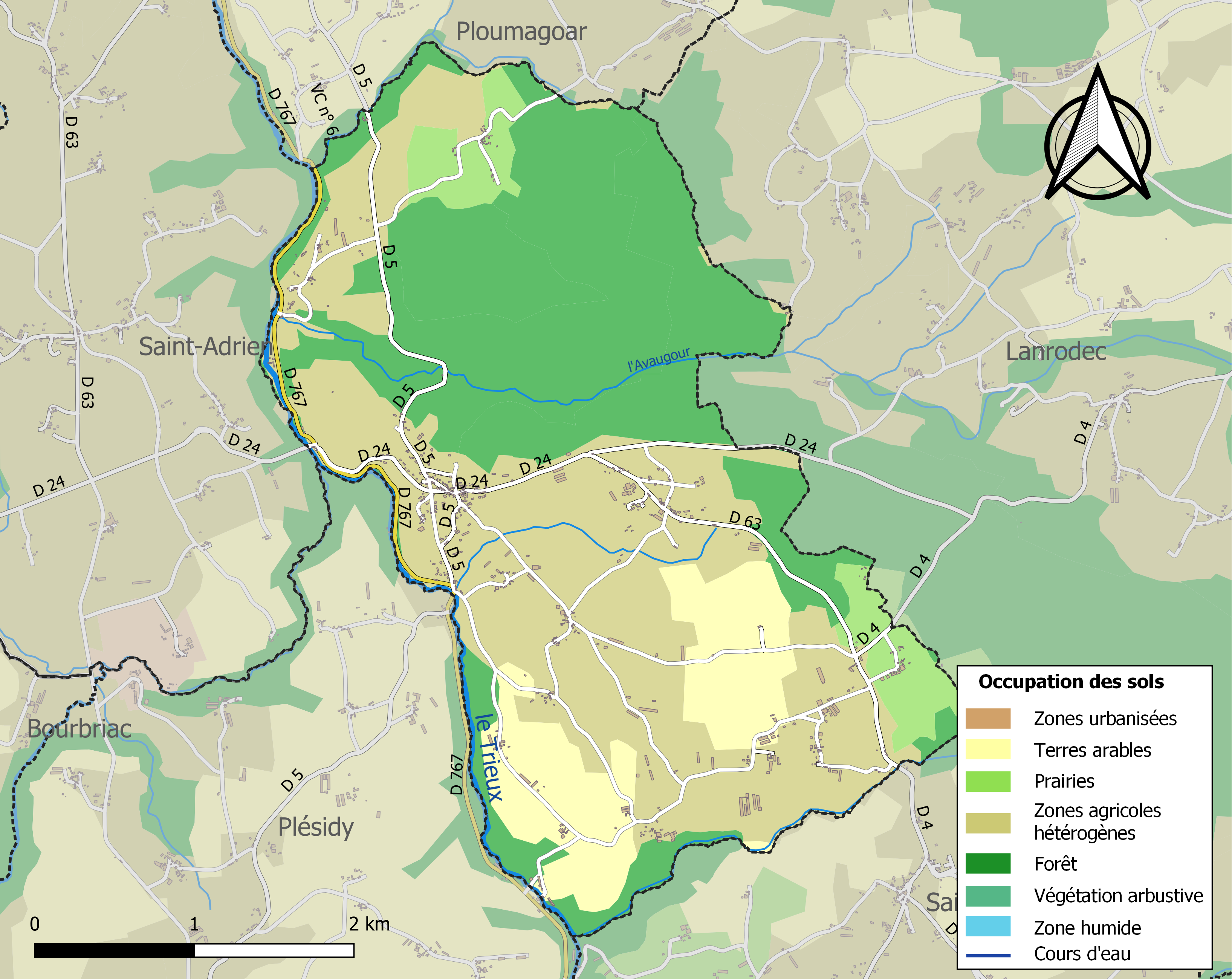
Carte des infrastructures et de l'occupation des sols de la commune en 2018 (CLC).

## Toponymie
Attestée sous la forme Saint Bezver en 1444.
A été assimilé à l'échanson Bediver, un des Chevaliers de la Table ronde, connu en gallois comme Bedwyr.
Le nom en breton de la commune est Sant-Pever.

## Histoire

### Le Moyen Âge
Sous l'Ancien Régime, Saint-Péver était une trève de la paroisse de Saint-Fiacre, succursale de celle de Plésidy. Saint-Péver appartenait à l'évêché de Tréguier et au comté du Goëlo.
Le château d'Avaugour se dressait sur un éperon dominant le cours du Trieux à l'extrémité occidentale de l'actuelle commune de Saint-Péver.

### La Révolution
Au cours de la Révolution française, la commune porta provisoirement le nom de Péver-la-Lande.

### LeXXesiècle

#### La Belle Époque
L'inventaire des biens d'église fut effectué à Saint-Péver le 11 mars 1906 sans incident notable.

#### La Première Guerre mondiale
Le monument aux morts porte les noms de 44 soldats morts pour la Patrie pendant la Première Guerre mondiale.

#### La Seconde Guerre mondiale
Un soldat originaire de Saint-Péver, François Le Guenniou, est mort pour la France durant la Seconde Guerre mondiale.

#### L'Après Seconde Guerre mondiale
Trois soldats originaires de Saint-Péver sont morts pour la France durant la Guerre d'Indochine (Yves Hillion, François Le Guenniou et André Simon). Par ailleurs un soldat est mort hors conflit (Ernest Raoult en 1947 à Bangui) et un autre (René Jaouen) est mort dans un cadre non déterminé.

## Politique et administration

### Liste des maires
Le tableau ci-dessous présente la liste chronologique des maires de Saint-Péver depuis 1800 :
| Période      | Période       | Identité                   | Étiquette   | Qualité                                                                  |
| ------------ | ------------- | -------------------------- | ----------- | ------------------------------------------------------------------------ |
| janvier 2009 | en cours      | Jean Jourden               | DVD         | Aviculteur                                                               |
| mars 2008    | décembre 2008 | Michel Begat               | -           | -                                                                        |
| mars 2001    | mars 2008     | Henri Le Guenniou          | -           | Agriculteur                                                              |
| juin 1995    | mars 2001     | Francis Le Négaret         | -           | Ancien directeur d'auto-école                                            |
| mars 1989    | mars 1995     | Francis Philippe           | -           | -                                                                        |
| mars 1983    | juin 1989     | Maurice Le Guenniou        | -           | Agriculteur                                                              |
| 1980         | mars 1983     | Yves Steunou               | -           | -                                                                        |
| 1947         | 1983          | Émile Le Creurer           | -           | -                                                                        |
| 1945         | 1947          | Jean-Marie Le Clerc        | -           | -                                                                        |
| 1912         | 1945          | Guillaume Le Creurer       | -           | -                                                                        |
| 1910         | 1912          | Jean-Louis Capitaine       | -           | -                                                                        |
| 1908         | 1910          | Guillaume Le Creurer       | -           | -                                                                        |
| 1902         | 1908          | Pierre Guillou             | -           | -                                                                        |
| 1896         | 1902          | François Guillou           | -           | -                                                                        |
| 1876         | 1896          | Louis Rouxel de Villeféron | Légitimiste | Propriétaire, armateur au Légué, conseiller d'arrondissement (1877-1899) |
| 1873         | 1875          | Pierre Le Page             | -           | -                                                                        |
| 1871         | 1873          | Jean-Marie Le Gall         | -           | -                                                                        |
| 1863         | 1870          | Yves-Marie Guillou         | -           | Propriétaire-Cultivateur                                                 |
| 1855         | 1863          | Hervé Guillou              | -           | -                                                                        |
| 1848         | 1855          | Pierre Le Page             | -           | -                                                                        |
| 1843         | 1848          | Guillaume Le Diouron       | -           | -                                                                        |
| 1841         | 1843          | Guillaume Gautier          | -           | -                                                                        |
| 1823         | 1840          | Guillaume Le Diouron       | -           | -                                                                        |
| 1813         | 1823          | Joseph Le Gall             | -           | -                                                                        |
| 1800         | 1812          | François Le Diouron        | -           | -                                                                        |

Compte tenu de la population, le Conseil Municipal de Saint-Péver est composé de 11 membres.
Composition des conseils municipaux successifs (depuis 1989) :
NB : (D) : a donné sa démission

## Population et société

### Démographie

#### Évolution démographique
L'évolution du nombre d'habitants est connue à travers les recensements de la population effectués dans la commune depuis 1793. Pour les communes de moins de 10 000 habitants, une enquête de recensement portant sur toute la population est réalisée tous les cinq ans, les populations de référence des années intermédiaires étant quant à elles estimées par interpolation ou extrapolation. Pour la commune, le premier recensement exhaustif entrant dans le cadre du nouveau dispositif a été réalisé en 2008.
En 2022, la commune comptait 388 habitants, en évolution de −6,51 % par rapport à 2016 (Côtes-d'Armor : +1,78 %, France hors Mayotte : +2,11 %). Le maximum de la population a été atteint en 1881 avec 722 habitants.
| 1793 | 1800 | 1806 | 1821 | 1831 | 1836 | 1841 | 1846 | 1851 |
| ---- | ---- | ---- | ---- | ---- | ---- | ---- | ---- | ---- |
| 573  | 461  | 497  | 545  | 606  | 632  | 641  | 660  | 648  |

| 1856 | 1861 | 1866 | 1872 | 1876 | 1881 | 1886 | 1891 | 1896 |
| ---- | ---- | ---- | ---- | ---- | ---- | ---- | ---- | ---- |
| 605  | 603  | 655  | 657  | 705  | 722  | 715  | 673  | 715  |

| 1901 | 1906 | 1911 | 1921 | 1926 | 1931 | 1936 | 1946 | 1954 |
| ---- | ---- | ---- | ---- | ---- | ---- | ---- | ---- | ---- |
| 635  | 620  | 642  | 566  | 506  | 539  | 473  | 421  | 378  |

| 1962 | 1968 | 1975 | 1982 | 1990 | 1999 | 2006 | 2008 | 2013 |
| ---- | ---- | ---- | ---- | ---- | ---- | ---- | ---- | ---- |
| 351  | 358  | 329  | 303  | 316  | 328  | 350  | 357  | 404  |

| 2018 | 2022 | - | - | - | - | - | - | - |
| ---- | ---- | - | - | - | - | - | - | - |
| 389  | 388  | - | - | - | - | - | - | - |

#### Pyramide des âges
La population de la commune est relativement jeune.
En 2018, le taux de personnes d'un âge inférieur à 30 ans s'élève à 32,4 %, soit au-dessus de la moyenne départementale (30,7 %). À l'inverse, le taux de personnes d'âge supérieur à 60 ans est de 23,6 % la même année, alors qu'il est de 32,9 % au niveau départemental.
En 2018, la commune comptait 202 hommes pour 187 femmes, soit un taux de 51,93 % d'hommes, largement supérieur au taux départemental (48,3 %).
Les pyramides des âges de la commune et du département s'établissent comme suit.
| Hommes | Classe d’âge | Femmes |
| ------ | ------------ | ------ |
| 0,0    | 90 ou +      | 0,0    |
| 5,9    | 75-89 ans    | 8,0    |
| 15,3   | 60-74 ans    | 18,2   |
| 27,2   | 45-59 ans    | 21,4   |
| 18,3   | 30-44 ans    | 20,9   |
| 11,9   | 15-29 ans    | 12,8   |
| 21,3   | 0-14 ans     | 18,7   |

| Hommes | Classe d’âge | Femmes |
| ------ | ------------ | ------ |
| 0,9    | 90 ou +      | 2,6    |
| 9,1    | 75-89 ans    | 12,5   |
| 21,1   | 60-74 ans    | 21,6   |
| 20,4   | 45-59 ans    | 19,4   |
| 16,3   | 30-44 ans    | 15,7   |
| 15,1   | 15-29 ans    | 12,8   |
| 17,1   | 0-14 ans     | 15,5   |

## Lieux et monuments

### La chapelle de Restudo
La chapelle de Restudo fut probablement construite par les Chevaliers de l'ordre de Saint-Jean qui y avaient une commanderie. La tradition rapporte que Charles de Blois donna du bois pour sa réédification. L’édifice, en granite, date de la fin du XIVe siècle et est classé monument historique depuis 1954. Son plan initial, en forme de croix latine, fut modifié en 1920 par la suppression de l’aile Nord, en mauvais état et jugée dangereuse. On[Qui ?] dit que les pierres furent récupérées pour l’édification d’une maison. D’après les arcades subsistant, on peut penser que cette aile Nord était légèrement antérieure à l’aile Sud.
À l'intérieur de la chapelle, on peut trouver plusieurs statues anciennes comme celle de Saint Eutrope, tenant ses intestins dans ses mains et qui était invoqué pour guérir les enfants de la colique. La fontaine située près de la chapelle était d'ailleurs réputée pour guérir les maux de ventre.
L'attrait principal de la chapelle, à la nef inclinée, réside dans ses fresques ocre brunes des XIVe et XVe siècles, par la suite recouvertes, avant d’être restaurées en 1953. On peut y contempler sur un mur diaphragme :
- au sommet : le couronnement de la Vierge, entourée d'anges musiciens ;
- au-dessous, à gauche : la Cène, avec le Christ donnant la communion aux Apôtres, dont Judas tenant un poisson. Une servante apporte pain et eau ; sa collègue l’épie par une petite fenêtre ;
- à droite : le Christ prie à Gethsémani, alors que les apôtres dorment.

Sur l'autre face de l’arc diaphragme, subsistent des femmes, des pages, des papes, des évêques et des chevaliers en costumes du XIVe. Certains sont décapités.
Au-delà de leur fonction ornementale, ces fresques remplissent, à l’origine, un rôle de formation religieuse pour les paysans alors illettrés.
On remarque également la présence de fers à cheval suspendus en ex-voto. Ils marquent le culte de Saint Éloi, patron des forgerons et des chevaux. D'ailleurs, chaque année depuis 1888 est célébré le pardon de Restudo à la fin du mois de juin. On peut alors assister à la traditionnelle baignade des chevaux dans le petit étang qui jouxte la chapelle.
La chapelle de Restudo a bénéficié de travaux de restauration en 1954. À noter que les clefs de la chapelle sont disponibles à la Mairie.

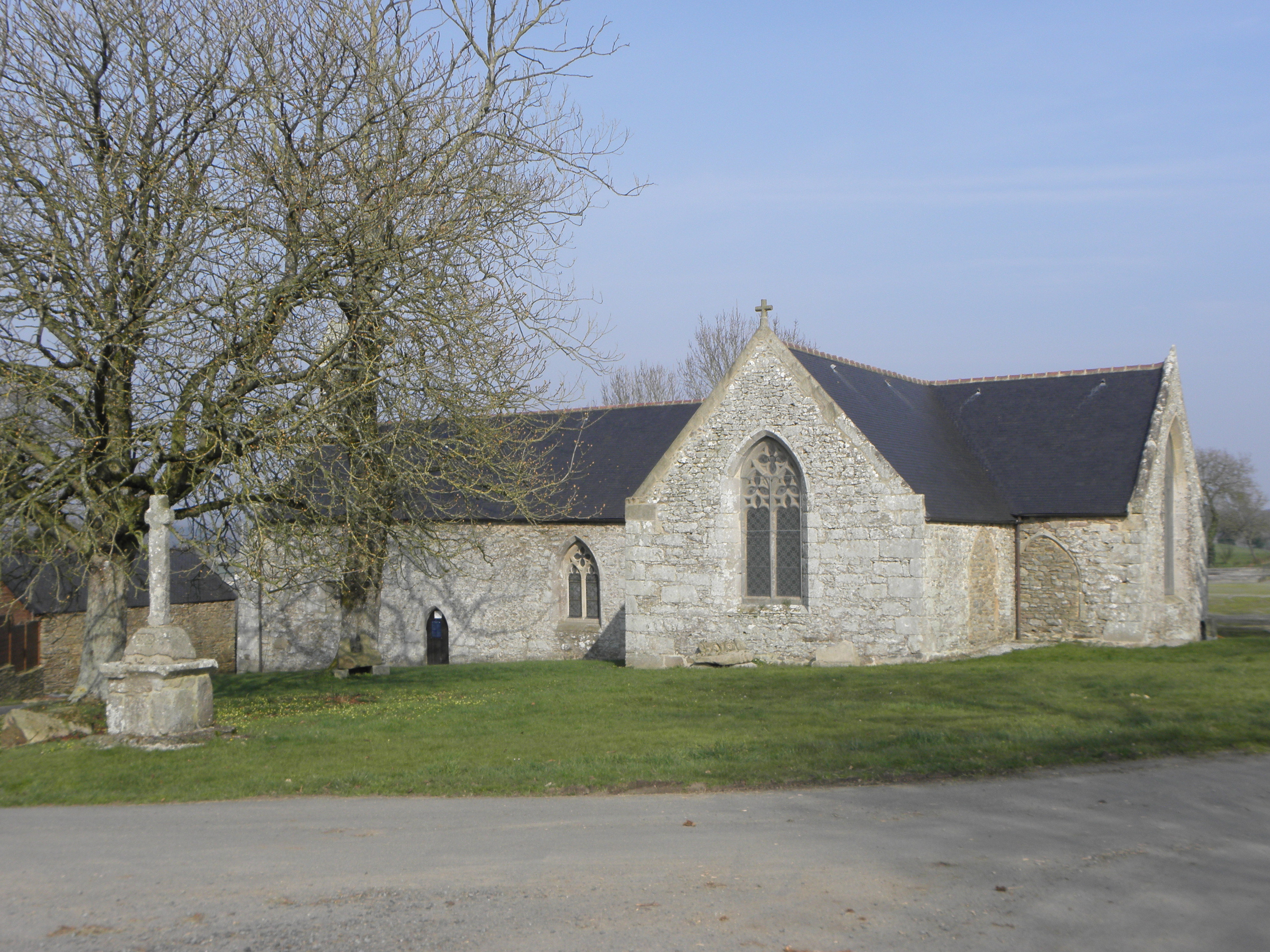
Calvaire et flanc sud.
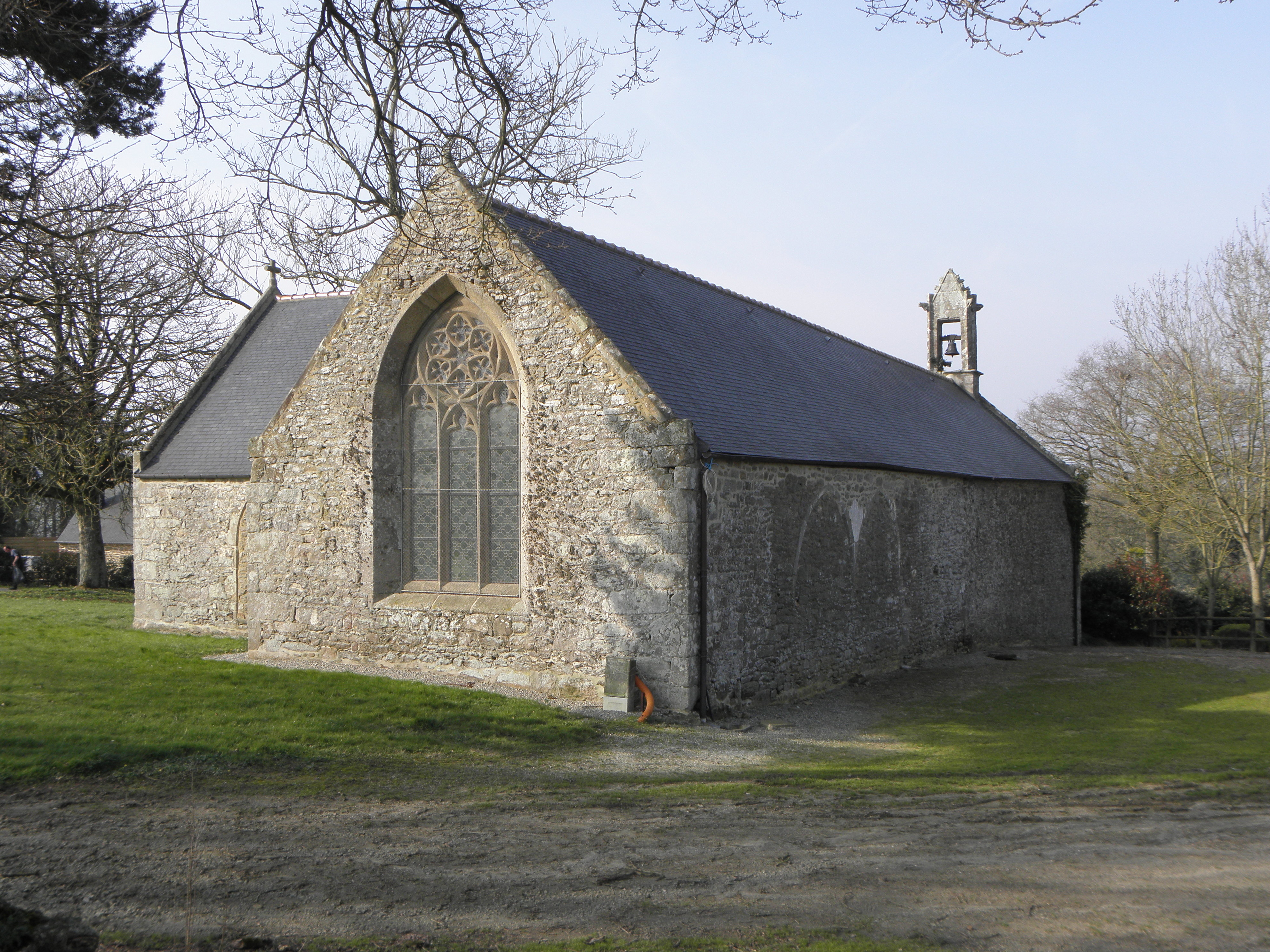
Le chevet et la costale nord.

### La chapelle d'Avaugour
Classée monument historique par arrêté du 24 juillet 1957. Construite entre 1454 et 1504, c'est l'ancienne chapelle du château d'Avaugour.

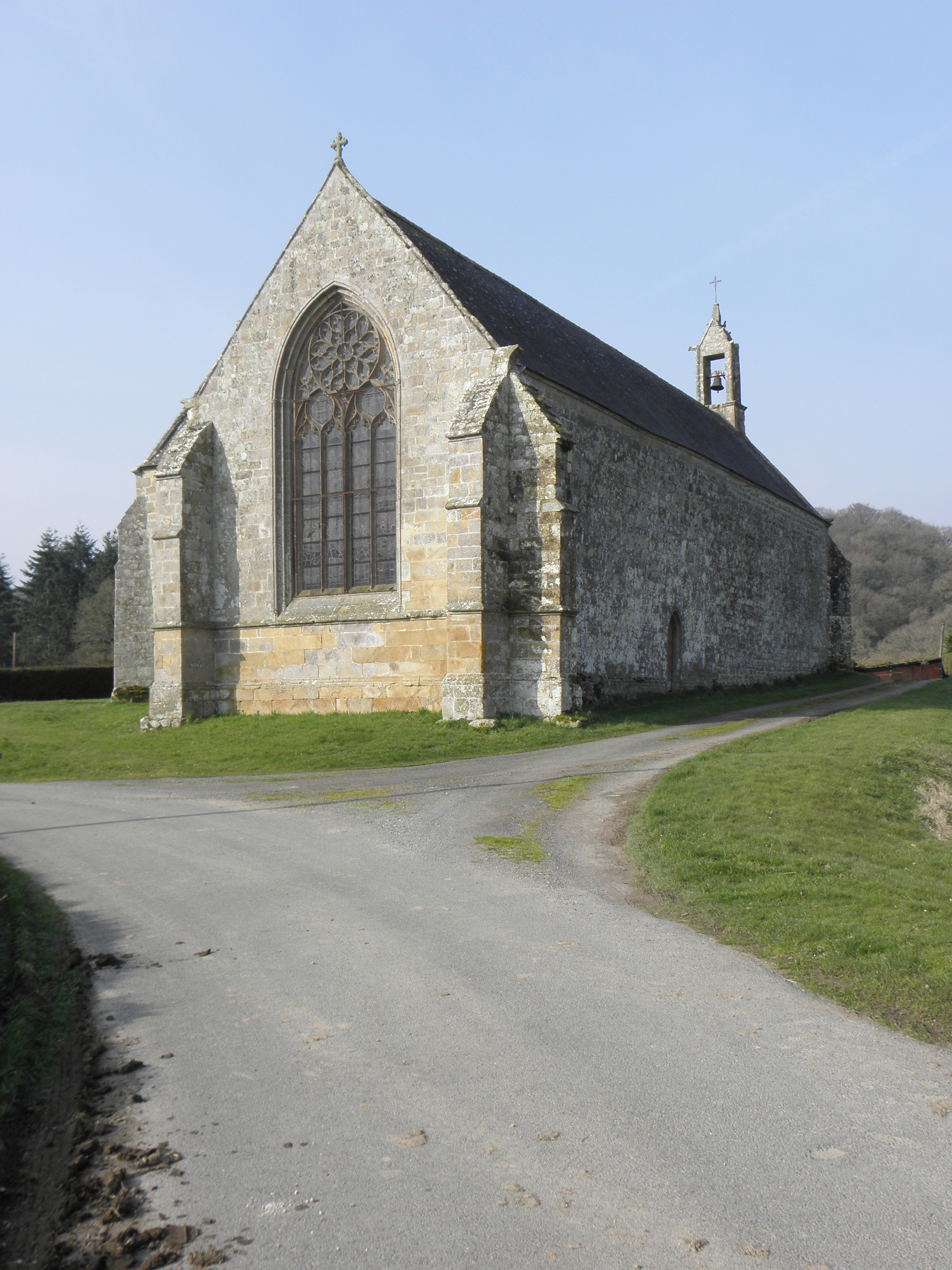
Le chevet et la costale nord.
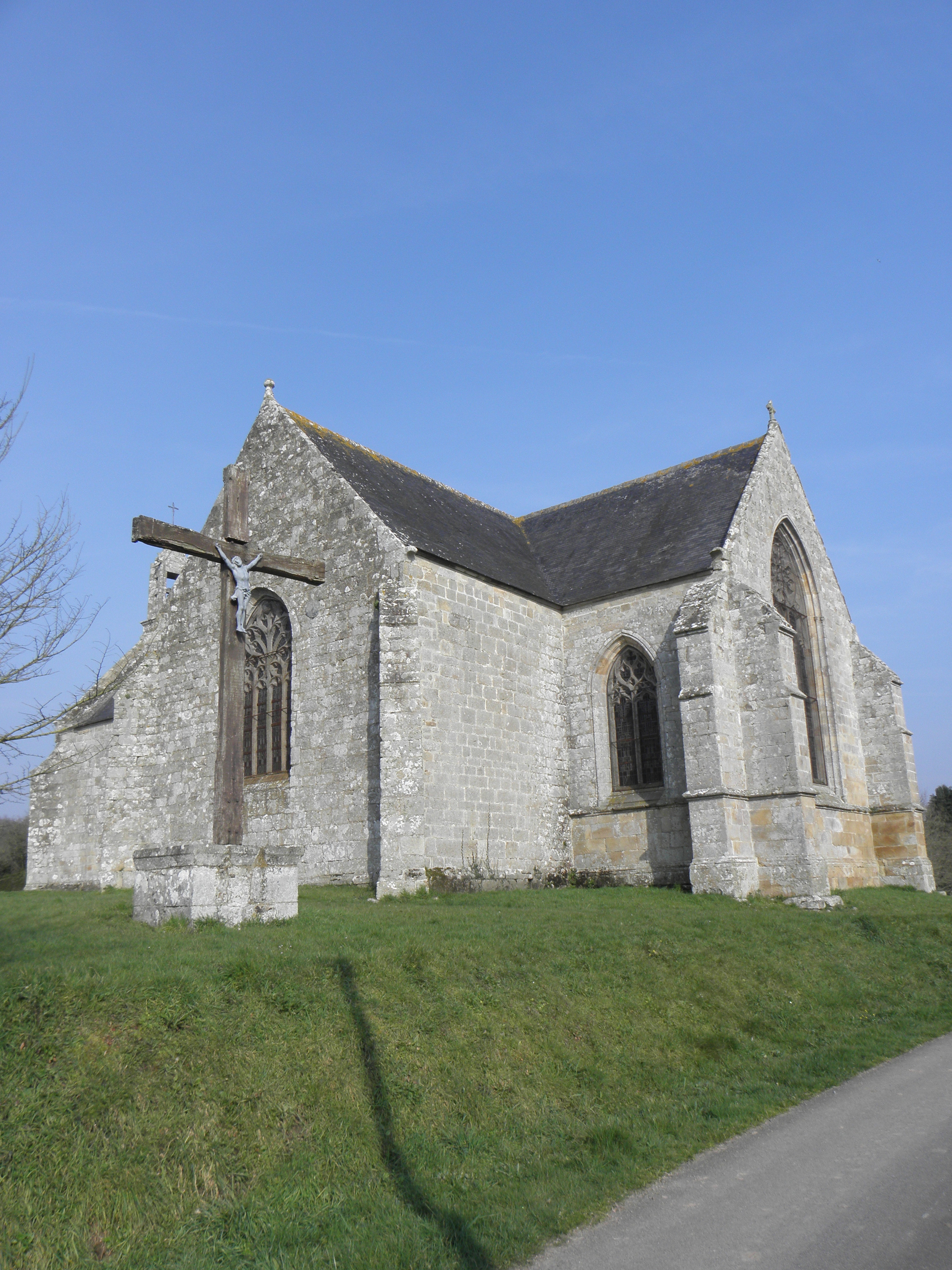
Le flanc sud.
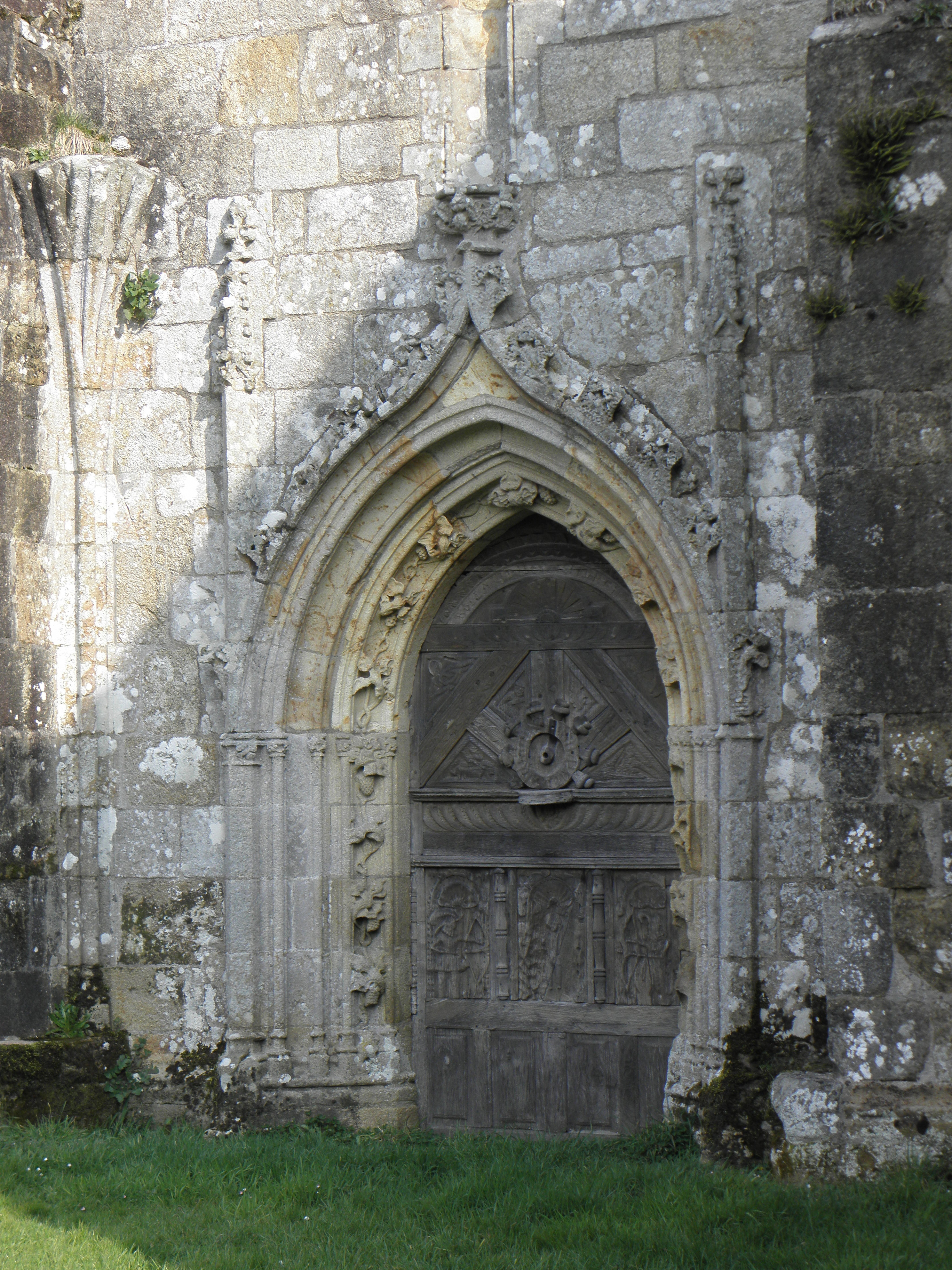
La porte méridionale ornée d'une sagittation de saint Sébastien.
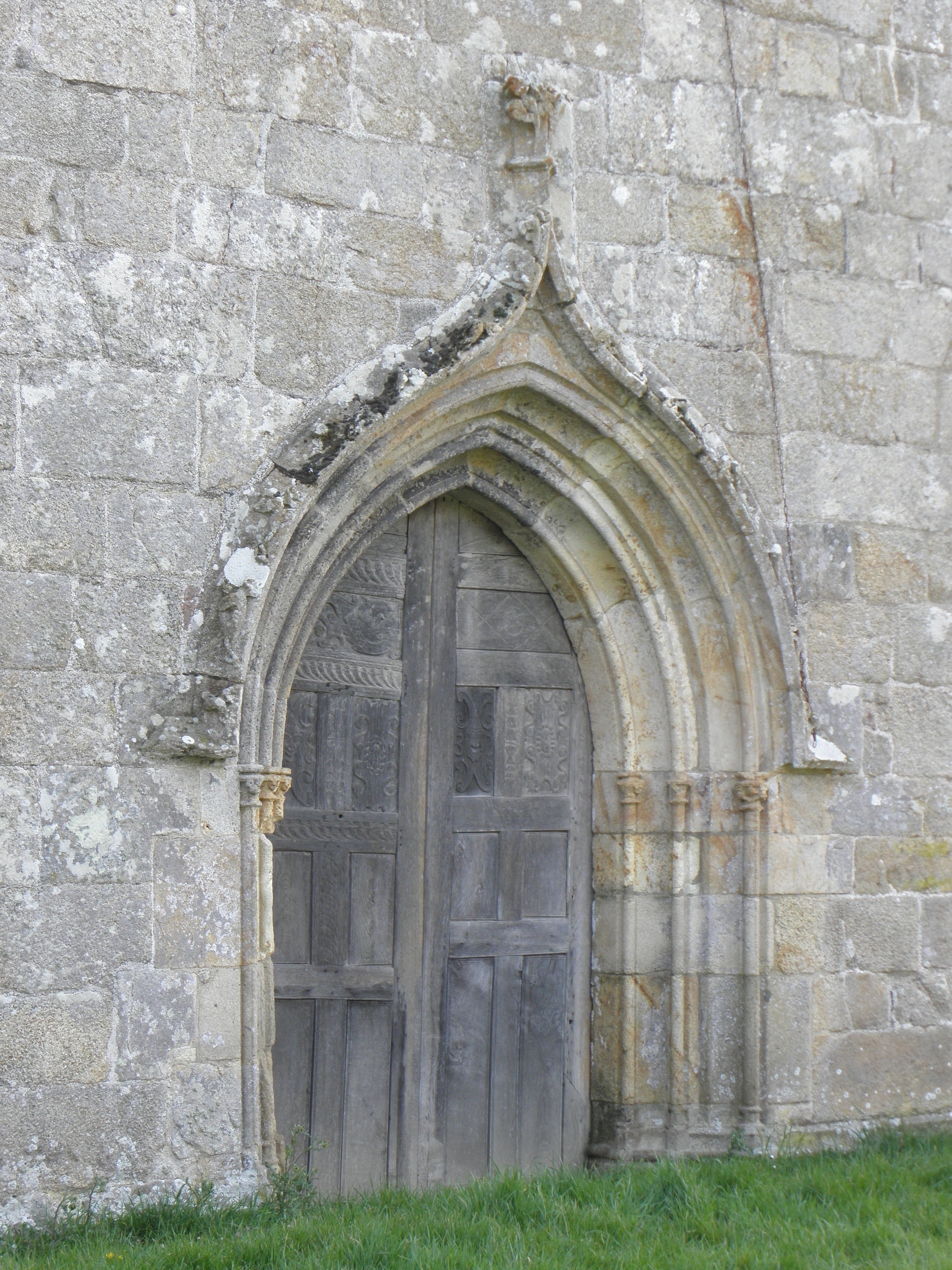
La porte occidentale.

### L'église Saint-Pierre

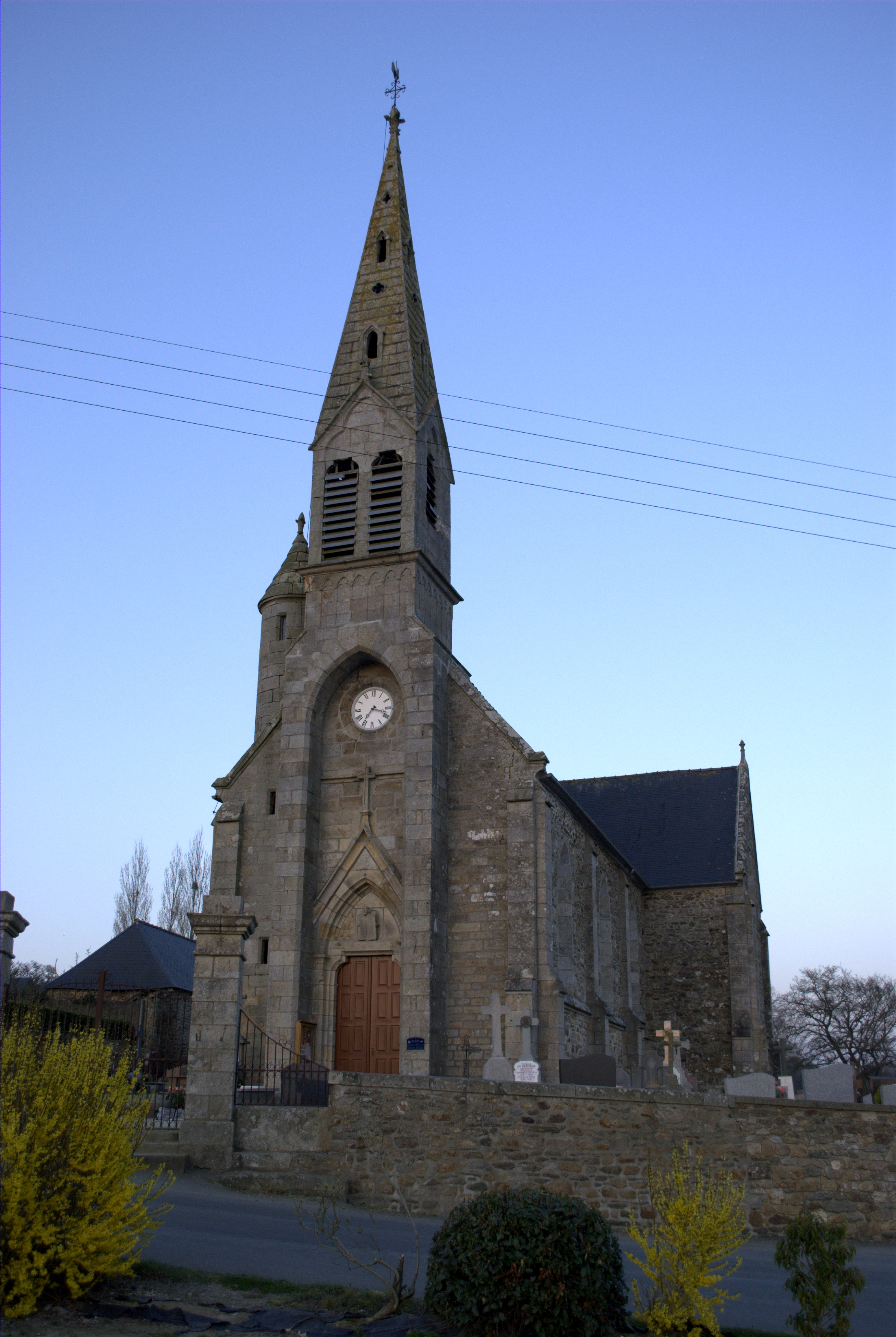
Église Saint-Pierre de Saint-Péver.

L'église est sous l’invocation de saint Pierre. C'est une construction néo-gothique en forme de croix latine, construite entre 1861 et 1865 sur les plans d'Alphonse Guépin. Il s’agit d’un édifice relativement petit par rapport aux constructions semblables faites à la même époque, avec une nef très étroite et sans bas-côtés. C’est un édifice sans grand caractère architectural surmonté d’un tout petit campanile abritant trois cloches.
Le bâtiment contient un mobilier peu intéressant de la fin du XIXe siècle.

On peut tout de même admirer cinq tableaux d'albâtre déplacés depuis la chapelle d’Avaugour. Ces panneaux, d’origine anglaise, sont encastrés dans le retable du maître-autel. Le panneau central représente une pitié du père et les quatre autres, l'Annonciation, l'adoration des mages, l'Assomption et le couronnement de la Vierge.

L'église abrite également quelques statues anciennes de bois polychrome dont une Vierge à l’enfant datant probablement du XVIe siècle dédiée à Notre-Dame du Danouët. Cette statue proviendrait d’une chapelle du même nom, localisée au Danouët mais détruite. Les autres statues représentent notamment saint Anne Éducatrice et saint Péver.

On peut également observer une magnifique bannière de procession du XVIe siècle. Les orfrois brodés de cette bannière représentent des personnages nimbés que l’usure du temps empêche parfois d’identifier. Vingt-sept scènes sont figurées. On peut reconnaître les douze apôtres, la Vierge et des saints, qui portent chacun un livre et l’instrument de leur martyre.
Jusqu'aux années 1970 était célébré dans l'église Saint-Pierre un pardon en l'honneur de saint Maurice.

### Les croix

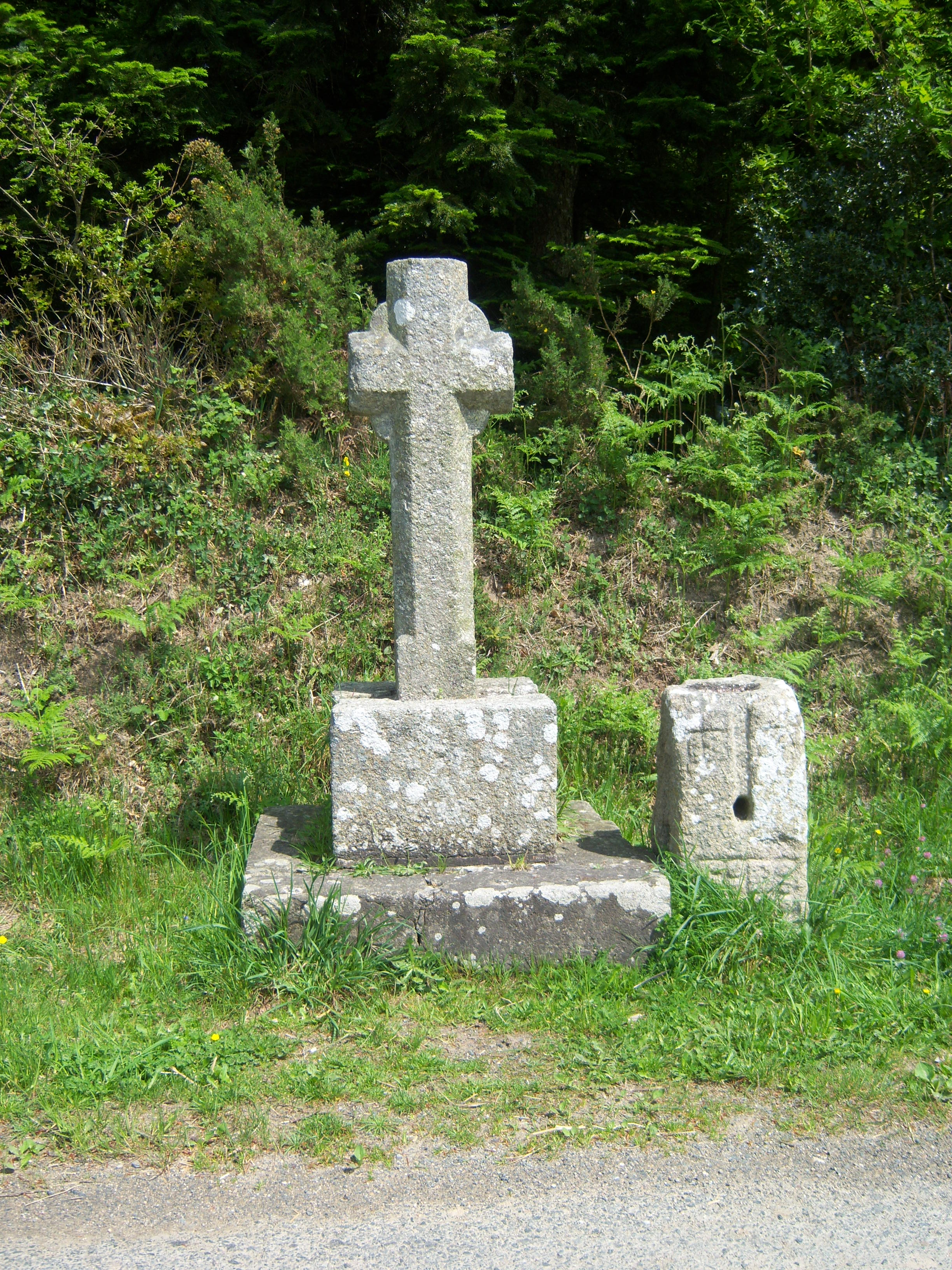
La croix d'Avaugour.

Il existe quatre croix dans la commune de Saint-Péver.
- La croix d'Avaugour, croix mérovingienne située en bordure de la vieille route Saint-Péver / Guingamp. À droite de la croix on trouve un bénitier ancien en granite monolithe de section rectangulaire et percé de quatre rigoles sur chaque face.
- La croix de Restudo, datant de 1819.
- La croix de Pont-Clet, du XIXe siècle.
- Le calvaire situé en plein bourg, près du monument aux morts et qui donne son nom à la Rue du Calvaire.

### La forêt départementale d'Avaugour Bois-Meur

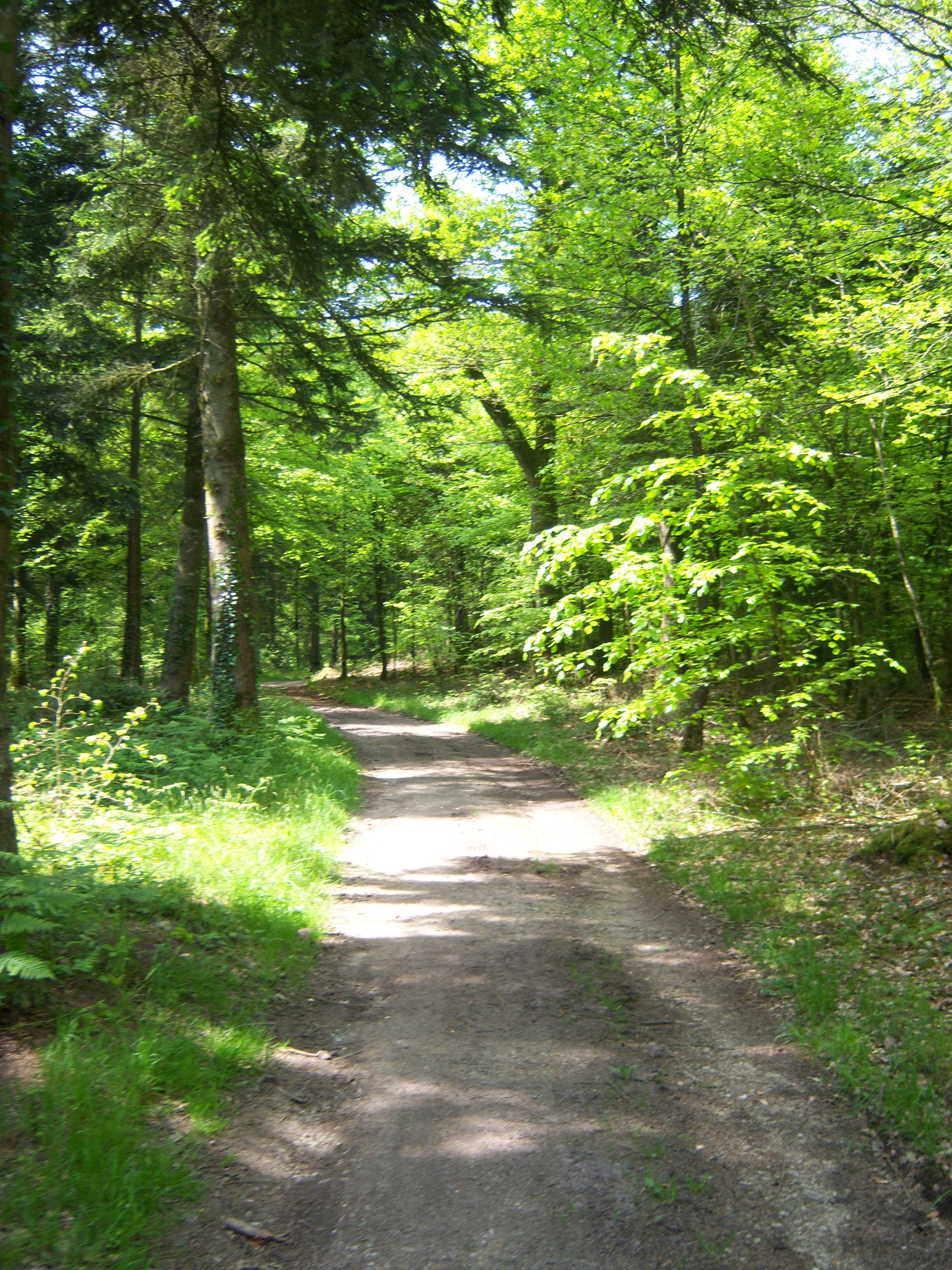
Un chemin pittoresque dans le Bois d'Avaugour.

Durant l'année 2005, le Conseil général des Côtes-d'Armor a acquis la forêt d'Avaugour et le bois Meur, un ensemble de plus de 1 000 hectares s'étalant sur les communes de Saint-Péver, Saint-Fiacre, Boqueho et Lanrodec. Les objectifs du Conseil général sont « d'offrir au grand public une forêt exemplaire, tant en matière de gestion sylvicole que de protection de l'environnement ». La forêt départementale d'Avaugour Bois-Meur est ouverte au public qui peut découvrir sa faune et sa flore typique du pays de l'Argoat sur huit chemins balisés (de 1,3 km à 27 km) pour la randonnée pédestre, le VTT ou le cheval. Pour cela, il est préférable de se rendre au point accueil-info situé entre les deux massifs où le promeneur pourra se procurer une carte du massif éditée par le Conseil général et trouver le point de départ de tous les sentiers balisés. Ce point accueil-info est doté de tables de pique-nique, de toilettes sèches ainsi que d'un abri qui peut se révéler utile en cas de pluie.
Pour se rendre au point accueil-info, à partir du bourg, il faut prendre direction Plouagat puis suivre la signalisation mise en place par le Conseil général.